# Moriquendi
Moriquendi je označení pro skupinu elfů v knihách o Středozemi od britského spisovatele J. R. R. Tolkiena.

## Popis
Moriquendi je v jazyce Vznešených elfů, Quenijštině, souhrnný název pro elfy, kteří nepřišli do Amanu v čase Stromů Valar. Znamená to v překladu „Temní elfové“. Měli menší moc než jejich příbuzní a protějšci Calaquendi, byli také menšího vzrůstu. 

## Historie a dělení

### Historie
Když Valar nabídli elfům pobyt ve Valinoru, velká část elfů se rozhodla zůstat. Ti byli nazýváni Avari, neochotní. Jedna ze skupin elfů, co se rozhodli Velkou pouť podstoupit, Teleri, však byla velmi velká a pomalá, a cestou se od ní odpojovaly velké skupiny. Východně od Mlžných hor se odpojil Lenwë a další elfové, od té doby nazývaní Nandor. Teprve po mnoha letech Lenwëho syn Denethor dovedl část Nandor přes Modré hory do Beleriandu, kde obývali Ossiriand a nazývali se Laiquendi, Zelení elfové. Zbytek Teleri šel dál, ale už v Beleriandu se odpojil Elwë Singollo, pozdější král Doriathu a jeho lid, Sindar. U moře se navíc odpojil Círdan a jeho lid, nazývaný Falathrim. O mnoho let později za Beleriandských válek byla jednotlivá království postupně ničena a elfové opouštěli Středozem a odplouvali na západ, až zbylo jen pár Nandor a Avari, kteří obývali Lothlórien a Thranduilovu lesní říši.

### Dělení
- Moriquendi, Temní elfové
  - Avari, neochotní elfové
  - Úmanyar, Ti ne z Amanu
    - Nandor
      - Laiquendi, Zelení elfové

    - Sindar, Šedí elfové
    - Falathrim, Stavitelé lodí